# Dicranoptycha malabarica
Dicranoptycha malabarica är en tvåvingeart som beskrevs av Alexander 1941. Dicranoptycha malabarica ingår i släktet Dicranoptycha och familjen småharkrankar. Inga underarter finns listade i Catalogue of Life.